# 北京交通大学交通运输学院
交通运输学院，习惯简称“运输学院”，为北京交通大学的一个学院。
1909年，北京铁路管理传习所创办的铁路管理班，为学科创建之始。1996年，以运输管理工程系、管理科学研究所、系统工程研究所、自动化系统研究所、运输系统模拟中心等单位为基础成立交通运输学院。

## 下设机构
- 运输管理工程系
- 交通工程系
- 交通信息管理工程系
- 城市轨道交通系以及系统工程与控制研究所
- 系统科学研究所